# Franciscus Malefason
Franciscus Johannes Malefason (Dudzele, 6 juli 1763 – 18 april 1839) - ook Malefaison geschreven - was de eerste burgemeester van de Belgische gemeente Dudzele van 1800 tot 1817.

## Burgemeester
Binnen het kanton Damme werd bij de herindeling van het territorium de poldergemeente Dudzele opgericht. De landbouwer Malefason was er vanaf 1 juli 1800 burgemeester van. Naast hem bestond de gemeenteraad uit een 'adjoint' en negen raadsleden. 
Het waren: adjoint Vanzandweghe, leden: Frans Demaecker, Frans Vandewater, Hubrecht Laethem, Godfried Pypers, Jan Blommaert, Pieter Lievens, Jan Verheye, Frans Vandenbussche en Pieter Mispelon.
De eerste beslissing die werd genomen was de opdracht die werd gegeven aan landmeter Louis Gilliodts (1764-1851) om een register van landerijen op te stellen, die als basis zou dienen voor het opmaken van een kadaster. De gemeente telde toen circa 1250 inwoners. 
In 1814 moest hij in opdracht van de geallieerde mogendheden een volkstelling houden. Het bevolkingscijfer bedroeg 1403 personen, verdeeld over 245 gezinnen.
Vanaf november 1806 was Tomas Van den Bussche de adjunct van Malefason en in augustus 1818 werd hij door hem opgevolgd.

## Familie
Malefason was de zoon van Philippe Malefason en Rosa Van Ouderyve. Zijn vader was sluismeester en kerkmeester van de parochiekerk van Dudzele. 
Hij was getrouwd met Francisca Van Daele (1767 - 10 oktober 1796) met wie hij 9 kinderen had. Zijn zoon Jan was herbergier in Dudzele.